# العلاقات التشيكية الكمبودية
العلاقات التشيكية الكمبودية هي العلاقات الثنائية التي تجمع بين التشيك وكمبوديا.

## مقارنة بين البلدين
هذه مقارنة عامة ومرجعية للدولتين:
| وجه المقارنة                                              | التشيك                                                                            | كمبوديا                   |
| --------------------------------------------------------- | --------------------------------------------------------------------------------- | ------------------------- |
| المساحة (كم2)                                             | 78.87 ألف                                                                         | 181.03 ألف                |
| عدد السكان (نسمة)                                         | 10.52 مليون                                                                       | 16.01 مليون               |
| الكثافة السكانية (ن./كم²)                                 | 133.38                                                                            | 88.44                     |
| العاصمة                                                   | براغ                                                                              | بنوم بنه                  |
| اللغة الرسمية                                             | اللغة التشيكية                                                                    | اللغة الخميرية            |
| العملة                                                    | كرونة تشيكية، كرونة تشيكوسلوفاكية                                                 | ريال كمبودي، دولار أمريكي |
| الناتج المحلي الإجمالي (بليون دولار)                      | 215.73 مليار                                                                      | 22.16 مليار               |
| الناتج المحلي الإجمالي (تعادل القوة الشرائية) بليون دولار | 356.15 مليار                                                                      | 54.37 مليار               |
| الناتج المحلي الإجمالي الاسمي للفرد دولار أمريكي          | 17.55 ألف                                                                         | 1.16 ألف                  |
| الناتج المحلي الإجمالي للفرد دولار أمريكي                 | 31.19 ألف                                                                         | 3.26 ألف                  |
| مؤشر التنمية البشرية                                      | 0.878                                                                             | 0.555                     |
| رمز المكالمات الدولي                                      | +420                                                                              | +855                      |
| رمز الإنترنت                                              | .cz                                                                               | .kh                       |
| المنطقة الزمنية                                           | ت ع م+01:00، ت ع م+02:00، توقيت وسط أوروبا، توقيت وسط أوروبا الصيفي، أوروبا/براغ ‏ | ت ع م+07:00               |

## منظمات دولية مشتركة
يشترك البلدان في عضوية مجموعة من المنظمات الدولية، منها:
| علم المنظمة | اسم المنظمة                               | تاريخ انضمام التشيك | تاريخ انضمام كمبوديا |
| ----------- | ----------------------------------------- | ------------------- | -------------------- |
|             | مؤسسة التنمية الدولية                     | 1993                | 22 يوليو 1970        |
|             | يونسكو                                    | 22 فبراير 1993      | 3 يوليو 1951         |
|             | مؤسسة التمويل الدولية                     | 1993                | 26 مارس 1997         |
|             | منظمة حظر الأسلحة الكيميائية              | ?                   | ?                    |
|             | الأمم المتحدة                             | 19 يناير 1993       | 14 ديسمبر 1955       |
|             | الاتحاد الدولي للاتصالات                  | 1993                | 10 أبريل 1952        |
|             | منظمة الشرطة الجنائية الدولية             | ?                   | ?                    |
|             | البنك الدولي للإنشاء والتعمير             | 1993                | 22 يوليو 1970        |
|             | الاتحاد البريدي العالمي                   | ?                   | ?                    |
|             | المركز الدولي لتسوية المنازعات الاستشارية | 22 أبريل 1993       | 19 يناير 2005        |
|             | وكالة ضمان الاستثمار متعدد الأطراف        | 1993                | 1 ديسمبر 1999        |
|             | منظمة التجارة العالمية                    | ?                   | ?                    |
|             | الفريق المعني برصد الأرض                  | ?                   | ?                    |

## وصلات خارجية
- موقع وزارة الخارجية التشيكية
- موقع وزارة الخارجية الكمبودية